# Хіфікепуньє Похамба
Хіфікепуньє Лукас Похамба (англ. Hifikepunye Lucas Pohamba; нар. 18 серпня 1935) — президент Намібії з 21 березня 2005 року по 21 березня 2015 року.

## Біографія
Похамба був одним із засновників СВАПО у 1960 році і брав активну участь у боротьбі за незалежність Намібії, тоді Південно-Західної Африки від ПАР, неодноразово перебував в ув'язненні і під домашнім арештом, жив в еміграції у Лусаці, навчався в СРСР.
У листопаді 1989 року обраний членом Конституційної асамблеї, а в березні 1990 року, після проголошення Намібією незалежності, Похамба став депутатом Національної асамблеї і увійшов в уряд президента Сема Нуйоми, свого друга. У 1990–1995 — міністр внутрішніх справ, в 1995–1997 — міністр рибальства і морських ресурсів, у 1997 — березні 2000 — міністр без портфеля, з 1997 — генеральний секретар СВАПО, з 2002 — її віце-голова. 26 січня 2001 Похамба став міністром земель і населення. На цій посаді він проводив політику часткового вилучення земель у білих фермерів і передачі їх чорношкірим, отримавши підтримку президента Зімбабве Роберта Мугабе.
У травні 2004 року Похамба був обраний кандидатом у президенти від СВАПО, в тому ж році переміг на виборах і змінив Сема Нуйому на посту президента. Похамба рішуче бореться з корупцією. Незважаючи на твердження, що Нуйома залишиться біля керма влади, а Похамба всього лише керована фігура, Нуйома передав Похамбі посаду голови правлячої СВАПО 29 листопада 2007.
У грудні 2009 року було оголошено про перемогу Хіфікепуньє Похамби на чергових президентських виборах, на яких він отримав понад 75 % голосів виборців.